# Wolfgang Böcker
Wolfgang Böcker (* 1967 in Karlsruhe) ist ein deutscher Chirurg, Lehrstuhlinhaber für Unfallchirurgie an der Ludwig-Maximilians-Universität München und Direktor der Klinik für Allgemeine, Unfall- und Wiederherstellungschirurgie des Klinikums der Universität München. Er leitet die standortübergreifende Klinik am Campus Innenstadt und Campus Großhadern.

## Leben
Böcker studierte an der Freien Universität Berlin Medizin. Seine ärztliche Ausbildung erhielt er an der Universität Regensburg, an der Johns Hopkins University in Baltimore, an der Ludwig-Maximilians-Universität München und an der Universitätsklinik Gießen. Zwischen 1988 und 2000 forschte er an der Harvard Medical School in Boston. Am 11. September 2001 war er zusammen mit Kollegen der Johns-Hopkins-Universität Ersthelfer am Ground Zero in New York City. Als Unfallchirurg, Durchgangsarzt und Leiter einer der größten Universitätskliniken Deutschlands deckt er das gesamte Spektrum der Unfallchirurgie ab. Er besitzt die volle Weiterbildung Spezielle Unfallchirurgie und die Zulassung der Deutschen Gesetzlichen Unfallversicherung (DGUV) zum Schwerstverletztenartenverfahren. Klinische Schwerpunkte sind Becken- und Wirbelsäulenverletzungen sowie Verletzungen beim älteren Menschen. Er ist Leiter eines Zentrums für Alterstraumatologie DGU.
Am 1. November 2014 übernahm Wolfgang Böcker den Lehrstuhl für Unfallchirurgie und die Leitung der Klinik für Allgemeine, Unfall-, Hand- und Plastische Chirurgie am Klinikum der Ludwig-Maximilians-Universität (LMU).